# 薛娇
薛娇（1993年1月30日—），中国足球运动员，中国国家女子足球队成员，司职后卫。她代表中国参加了2016年夏季奥运会女子足球比赛和2018年亚足联女子亚洲杯。